# Educació per a la ciutadania i els drets humans
Educació per a la ciutadania i els drets humans és una assignatura que s'imparteix a l'escola amb la finalitat de formar íntegrament tot l'alumnat vetllant pel seu desenvolupament social, cultural i personal. S'imparteix en un curs de primària, un o dos de l'ESO i coincideix amb la filosofia a Batxillerat des de les reformes curriculars de la LOE.
L'assignatura, que és d'una hora setmanal (excepte en el cas del batxillerat), es divideix en dos blocs temàtics: un dedicat a l'autoconeixement, l'autoestima, l'autoconcepte, etc. El segon bloc es basa en els foments de la societat democràtica: des de l'educació en drets humans fins als serveis que ens ofereixen.

## Crítiques negatives
L'assignatura ha aixecat certa polèmica en alguns sectors, que la qualifiquen d'adoctrinament per part de l'Estat i reclamen la llibertat dels pares per escollir una opció d'educació moral o una altra per als seus fills. Critiquen sobretot la part del temari relativa a l'afectivitat i la família. El PP i certs sectors de l'església catòlica demanen fins i tot l'objecció de consciència per part dels alumnes.
Des dels moviments de renovació pedagògica també es critica l'assignatura però perquè pensen que l'educació en valors ha d'amarar totes les àrees de l'escola i no limitar-se a unes hores concretes i a més a més no presents a tots els curs de l'ensenyament obligatori. A part, expliquen que no és clar el perfil de professor que hauria d'impartir aquesta matèria.

## El cas valencià
La Conselleria d'Educació de la Generalitat Valenciana va prendre la decisió, emparant-se en el seu Pla d'Extensió del Trilingüisme, que aquesta assignatura siga impartida en anglès. Aquesta decisió va ser molt qüestionada des de distints sectors, que, fins i tot, van presentar un recurs legal. El primer examen parcial d'aquesta assignatura va tenir com a resultat que, dels aproximadament dos-cents alumnes examinats en dos Col·legis Secundàris (ESO), només un va aprovar (un alumne britànic).

## Defensors
Per contra els defensors de l'assignatura addiuen que és una àrea que s'imparteix a partir de la recomanació del Consell d'Europa de 2002 i que la majoria de països de la UE tenen una matèria similar on s'ensenyen els fonaments de l'Estat de dret per incidir en la millora de la convivència i en els valors compartits, a més a més, algunes ONG, com Amnistia Internacional, consideren que hi ha un dèficit d'educació en drets humans, que matèries com aquesta poden solucionar.
Diuen que hi ha molt marge per adaptar el temari a l'ideari de cada escola i de cada mestre, de manera que no es pot parlar d'un missatge únic i adoctrinador, sinó que existeix la mateixa varietat que a qualsevol altra àrea del coneixement escolar. L'assignatura recull part dels continguts d'ètica que es donaven a les escoles sense cap oposició però fa èmfasi en debats actuals no reflectits en lleis anteriors sobre educació en valors, educació en drets humans, educació en comunicació així com la diversitat de models familiars o els reptes de la immigració.